# Euxoa apocrypha
Euxoa apocrypha là một loài bướm đêm trong họ Noctuidae.